# Tiszapüspöki
Tiszapüspöki là một thị trấn thuộc hạt Jász-Nagykun-Szolnok, Hungary. Thị trấn này có diện tích 37,45 km², dân số năm 2010 là 2028 người, mật độ 54 người/km².